# Liste der Staatsoberhäupter 654
Übersicht
◄◄ | ◄ | 650 | 651 | 652 | 653 | Liste der Staatsoberhäupter 654 | 655 | 656 | 657 | 658 | ► | ►►

Weitere Ereignisse

## Amerika
- Maya
  - Caracol
    - Herrscher: K'an II. (618–658)

  - Copán
    - Herrscher: Rauch Imix (628–695)

  - Palenque
    - Herrscher: K'inich Janaab Pakal I. (615–683)

  - Tikal
    - Herrscher: Nuun Ujol Chaak (um 650–679)

  - Toniná
    - Herrscher: K'inich Hix Chapat (595–665)

## Asien
- Bagan
  - König: Peitthon (652–710)

- China
  - Kaiser: Tang Gaozong (649–683)

- Iberien (Kartlien)
  - König: Adarnase II. Patrikios (650–684)

- Indien
  - Östliche Chalukya
    - König: Jayasimha I. (641–673)

  - Pallava
    - König: Narasimha Varman I. (630–668)

- Japan
  - Kaiserin: Kōtoku (645–654)

- Kaschmir
  - König: Durlabhavardhana (625–661)

- Korea
  - Baekje
    - König: Uija (641–660)

  - Goguryeo
    - König: Bojang (642–668)

  - Silla
    - König: Jindeok (647–654)
    - König: Muyeol (654–661)

- Staat der Muslime
  - Kalif: Uthman ibn Affan (644–656)

- Tibet
  - König: Mangsong Mangtsen (649–676)

## Europa
- Byzantinisches Reich
  - Kaiser: Konstans II. (641–668)

- England (Heptarchie) 
  - Bernicia
    - König: Oswiu (642–670)

  - Deira
    - König: Æthelwald (651–655)

  - East Anglia
    - König: Anna (640–654)
    - König: Æthelhere (654–655)

  - Essex
    - König: Sigeberht II. (650–660)

  - Kent
    - König: Earconberht I. (640–664) und Eormenred (640–ca. 660)

  - Mercia
    - König: Penda (626–655)

  - Wessex
    - König: Cenwalh (648–672)

- Großbulgarisches Reich
  - Khan: Kubrat (632–665)

- Fränkisches Reich
  - Neustrien
    - König von Neustrien und Burgund:Chlodwig II. (639–657)

  - Austrasien
    - König: Sigibert III. (639–656)

  - Autonome Gebiete:
    - Herzog von Baiern: Theodo I. (640–680)
    - Herzog von Thüringen: Heden I. (642–687)

- Langobardenreich
  - König: Aripert I. (653–661)
  - Autonome langobardische Herzogtümer:
    - Herzog von Benevent: Grimoald (647–662)
    - Herzog des Friaul: Ago (645–660)
    - Herzog von Spoleto: Atto (653–663)

- Schottland
  - Dalriada
    - König: Dúnchad mac Conaing (650–654) und Conall II. (650–660)

  - Strathclyde
    - König: Guret (645–658)

- Wales
  - Gwynedd
    - König: Cadfael Cadomedd ap Cynfeddw (634–655)

- Westgotenreich
  - König: Rekkeswinth (653–672)

## Religiöse Führer
- Papst: Eugen I. (654–657)
- Patriarch von Konstantinopel: Pyrrhos (654)
- Patriarch: Petros (654–666)